# Лесли Никол
Лесли Никол (енгл. Lesley Nicol; 1953) је енглеска филмска, телевизијска и позоришна глумица. Телевизијску каријеру је почела 1986. године, а први филм је снимила 1999. године. Од 2000. године па до 2002. године је играла Рози у мјузиклу Mamma Mia! у лондонском Вестенд театру. Најпознатија је захваљујући улози куварице, госпође Патмор, у британској ТВ–серији Даунтонска опатија.